# Cisticola nigriloris
Cisticola nigriloris é uma espécie de ave da família Cisticolidae.
Pode ser encontrada nos seguintes países: Malawi, Tanzânia e Zâmbia.
Os seus habitats naturais são: matagal árido tropical ou subtropical.